# Gruppo abeliano
In matematica e in particolare in algebra astratta, un gruppo abeliano, o gruppo commutativo, è un gruppo la cui operazione binaria interna gode della proprietà commutativa, ossia il gruppo {\displaystyle (G,*)} è abeliano se
{\displaystyle a*b=b*a,\quad \forall a,b\in G.}
Il nome deriva dal matematico norvegese Niels Henrik Abel. Se in un gruppo si vuole sottolineare che l'operazione non è commutativa, ci si riferisce a esso come gruppo non abeliano o gruppo non commutativo. Sia i gruppi discreti che i gruppi continui possono non essere abeliani. La maggior parte dei gruppi di Lie sono non abeliani e giocano un ruolo importante nella teoria di Gauge.
La teoria dei gruppi abeliani è generalmente più semplice di quella dei gruppi non abeliani. In particolare i gruppi abeliani finiti sono ben conosciuti e completamente classificati.

## Esempi
- I numeri interi con l'usuale addizione sono un gruppo abeliano.
- Più in generale, tutti i gruppi ciclici sono abeliani, infatti, se {\displaystyle g} è un generatore di {\displaystyle G} e {\displaystyle x,y\in G,} allora

{\displaystyle xy=g^{n}g^{m}=g^{n+m}=g^{m+n}=g^{m}g^{n}=yx.}
- I numeri razionali e i numeri reali con l'usuale addizione sono un gruppo abeliano. I numeri razionali senza lo zero e i numeri reali senza lo zero con l'usuale moltiplicazione sono un gruppo abeliano.
- Più in generale, ogni campo {\displaystyle (F,+,\cdot )} dà origine in modo naturale a due gruppi abeliani: il gruppo additivo {\displaystyle (F,+)} se si considera solo l'addizione e il gruppo moltiplicativo {\displaystyle (F\setminus \{0\},\cdot )} dato dagli elementi di {\displaystyle F} diversi da zero e considerando la sola operazione di moltiplicazione.
- Un esempio di gruppo non commutativo è dato dall'insieme delle matrici quadrate invertibili con l'usuale moltiplicazione tra matrici righe per colonne.

## Proprietà
- Ogni gruppo abeliano {\displaystyle G} può essere dotato di una struttura di modulo sull'anello {\displaystyle \mathbb {Z} } dei numeri interi nel seguente modo: dati {\displaystyle x\in G} e {\displaystyle n\in \mathbb {Z} ,} l'elemento {\displaystyle nx} è definito come il multiplo {\displaystyle n}-simo di {\displaystyle x} rispetto all'operazione di gruppo, ossia: {\displaystyle nx:=x+x+\ldots +x} con {\displaystyle n} addendi, e {\displaystyle (-n)x:=-(nx)}. Di fatto, i moduli su {\displaystyle \mathbb {Z} } possono essere identificati con i gruppi abeliani.

- Ogni sottogruppo di un gruppo abeliano è normale, si può perciò costruire il gruppo quoziente a partire da ogni sottogruppo. Sottogruppi, gruppi quoziente, prodotti e somme dirette di gruppi abeliani sono ancora gruppi abeliani.

- L'insieme degli omomorfismi {\displaystyle \mathrm {Hom} (G,H)} tra due gruppi abeliani {\displaystyle G} e {\displaystyle H} costituisce a sua volta un gruppo abeliano con l'operazione {\displaystyle (f+g)(x):=f(x)+g(x)}, dove {\displaystyle f,g\colon G\to H} e {\displaystyle x\in G.}

Questa particolare definizione si può applicare solo ai gruppi abeliani, infatti, se {\displaystyle H} e {\displaystyle G} non fossero abeliani, avremmo:
{\displaystyle (f*g)(x*y):=f(x*y)*g(x*y)=f(x)*f(y)*g(x)*g(y)}
che differisce da
{\displaystyle (f*g)(x)*(f*g)(y)=f(x)*g(x)*f(y)*g(y)}
per l'ordine dei fattori, dimostrando che {\displaystyle f*g} non è un omomorfismo.
I gruppi abeliani, insieme con gli omomorfismi di gruppi, costituiscono una categoria che è una sottocategoria della categoria dei gruppi.
In un gruppo abeliano {\displaystyle G} si può invertire il teorema di Lagrange, cioè se {\displaystyle m} divide {\displaystyle n=|G|,} allora esiste (almeno) un sottogruppo di ordine {\displaystyle m.}

## Gruppi abeliani finiti
I gruppi ciclici {\displaystyle \mathbb {Z} /n\mathbb {Z} } degli interi modulo {\displaystyle n} sono tra i primi esempi di gruppi abeliani finiti. In effetti ogni gruppo abeliano finito è isomorfo a una somma diretta di gruppi ciclici finiti di ordine una potenza di un primo e questi ordini sono univocamente determinati determinando un sistema completo di invarianti. Il gruppo degli automorfismi di un gruppo abeliano finito può essere descritto direttamente in termini di questi invarianti. La teoria è stata elaborata in un articolo del 1879 da Georg Frobenius e Ludwig Stickelberger. In seguito essa fu semplificata e generalizzata ai moduli finitamente generati su domini a ideali principali, formando un importante capitolo dell'algebra lineare.
Ogni gruppo di ordine primo è isomorfo a un gruppo ciclico ed è quindi abeliano. Ogni gruppo il cui ordine è un quadrato di un primo è abeliano. In effetti per ogni numero primo {\displaystyle p} ci sono, a meno di isomorfismo, esattamente due gruppi di ordine {\displaystyle p^{2},} ossia il gruppo {\displaystyle \mathbb {Z} _{p^{2}}} e il gruppo {\displaystyle \mathbb {Z} _{p}\times \mathbb {Z} _{p}.}

### Classificazione
Il teorema fondamentale dei gruppi abeliani finiti afferma che ogni gruppo abeliano finito {\displaystyle G} può essere espresso come somma diretta di sottogruppi ciclici di ordine una potenza di un primo; questo teorema è noto anche come teorema della base per gruppi abeliani finiti. Esso è generato dal teorema fondamentale dei gruppi abeliani finitamente generati, di cui i gruppi finiti sono un caso particolare, che ammette numerose ulteriori generalizzazioni.
Il teorema di classificazione  è stato dimostrato da Leopold Kronecker nel 1870, sebbene non fu formulato in termini della moderna teoria dei gruppi fino a diverso tempo dopo.
Il gruppo ciclico {\displaystyle \mathbb {Z} _{mn}} di ordine {\displaystyle mn} è isomorfo alla somma diretta di {\displaystyle \mathbb {Z} _{m}} e {\displaystyle \mathbb {Z} _{n}} se e solo se {\displaystyle m} e {\displaystyle n} sono coprimi. Segue che ogni gruppo abeliano finito {\displaystyle G} è isomorfo a una somma diretta della forma
{\displaystyle \bigoplus _{i=1}^{u}\mathbb {Z} _{k_{i}}}
in uno dei seguenti modi canonici:
- i numeri {\displaystyle k_{1},k_{2},\ldots ,k_{u}} sono potenze di primi (non necessariamente distinti);
- oppure {\displaystyle k_{1}} divide {\displaystyle k_{2}} che divide {\displaystyle k_{3}} e così via fino a {\displaystyle k_{u}.}

Per esempio {\displaystyle \mathbb {Z} _{15}} può essere espresso, usando la prima dicitura, come somma diretta di due sottogruppi di ordine 3 e 5: {\displaystyle \mathbb {Z} _{15}\cong \{0,5,10\}\oplus \{0,3,6,9,12\}\cong \mathbb {Z} _{3}\oplus \mathbb {Z} _{5}.} Lo stesso è vero per ogni gruppo abeliano di ordine 15, quindi tutti i gruppi abeliani di ordine 15 sono isomorfi.
Altro esempio: ogni gruppo abeliano di ordine 8 è isomorfo o a {\displaystyle \mathbb {Z} _{8}} o a {\displaystyle \mathbb {Z} _{4}\oplus \mathbb {Z} _{2}} o a {\displaystyle \mathbb {Z} _{2}\oplus \mathbb {Z} _{2}\oplus \mathbb {Z} _{2}.}

### Numero di gruppi abeliani finiti
Sebbene non esista una formula che esprima, per ogni {\displaystyle n,} il numero di gruppi di ordine {\displaystyle n,} essa tuttavia esiste nel caso di un gruppo abeliano: infatti, se
{\displaystyle n=\prod _{i}p_{i}^{q_{i}},}
dove i {\displaystyle p_{i}} sono primi distinti, allora il numero di gruppi (non isomorfi tra loro) di ordine {\displaystyle n} è
{\displaystyle \prod _{i}P(q_{i}),}
dove {\displaystyle P(x)} è la funzione di partizione di un intero; ossia la numerosità dei gruppi non dipende dai fattori primi di {\displaystyle n} ma soltanto dai loro esponenti.